# Bilderbergconferentie 2019
De Bilderbergconferentie van 2019 was de 67ste Bilderbergconferentie. Hij werd gehouden van 30 mei tot en met 2 juni 2019 in de Zwitserse stad Montreux. De bijeenkomst vond plaats in het Montreux Palace Hotel.
Hieronder zijn de agenda en de namen van de deelnemers vermeld. Achter de naam van de opgenomen deelnemers staat de hoofdfunctie die ze op het moment van uitnodiging uitoefenden.

## Agenda
1. Een stabiele strategische orde
2. Wat volgt voor Europa?
3. Klimaatverandering en duurzaamheid
4. China
5. Rusland
6. De toekomst van het kapitalisme
7. Brexit
8. De ethiek van kunstmatige intelligentie
9. De verwapening van sociale media
10. Het belang van de ruimte
11. Cyberbedreigingen

## Deelnemers
| Naam                             | Land                | Functie                                                                                   |
| -------------------------------- | ------------------- | ----------------------------------------------------------------------------------------- |
| Stacey Abrams                    | Verenigde Staten    | Oprichter en voorzitter, Fair Fight                                                       |
| Paul M. Achleitner               | Duitsland           | Treasurer Foundation Bilderberg Meetings; Voorzitter Supervisory Board, Deutsche Bank AG  |
| Andrew Adonis                    | Verenigd Koninkrijk | Lid House of Lords                                                                        |
| Isabel Albers                    | België              | Hoofdredacteur, De Tijd / L'Echo                                                          |
| Roger C. Altman                  | Verenigde Staten    | Oprichter en senior voorzitter, Evercore                                                  |
| Louise Arbour                    | Canada              | Senior Counsel, Borden Ladner Gervais LLP                                                 |
| Inés Arrimadas                   | Spanje              | Partijleider, Ciudadanos                                                                  |
| Audrey Azoulay                   | Frankrijk           | Directeur-Generaal, UNESCO                                                                |
| James H. Baker                   | Verenigde Staten    | Directeur, Office of Net Assessment, Office of the Secretary of Defense                   |
| Evren Balta                      | Turkije             | Associate Professor of Political Science, Özyeğin Universiteit                            |
| Patricia Barbizet                | Frankrijk           | Voorzitter en CEO, Temaris & Associés                                                     |
| Estela Barbot                    | Portugal            | Member of the Board and Audit Committee, Redes Energéticas Nacionais (REN)                |
| José Manuel Barroso              | Portugal            | Voorzitter, Goldman Sachs International; voormalig president van de Europese Commissie    |
| Dominic Barton                   | Canada              | Senior Partner en voormalig Global Managing Partner, McKinsey & Company                   |
| Clément Beaune                   | Frankrijk           | Adviseur Europa en G20, Kantoor van de president van de Franse Republiek                  |
| Hans-Christian Boos              | Duitsland           | CEO en oprichter, Arago GmbH                                                              |
| Nick Bostrom                     | Verenigd Koninkrijk | Directeur, Future of Humanity Institute, Oxford University                                |
| Ana P. Botín                     | Spanje              | Group Executive Chair, Banco Santander                                                    |
| Svein Richard Brandtzæg          | Noorwegen           | Voorzitter, Technisch-natuurwetenschappelijke Universiteit van Noorwegen                  |
| Børge Brende                     | Noorwegen           | President, World Economic Forum                                                           |
| Thomas Buberl                    | Frankrijk           | CEO, AXA                                                                                  |
| Kathalijne Buitenweg             | Nederland           | Parlementslid, GroenLinks                                                                 |
| Patrice Caine                    | Frankrijk           | Voorzitter en CEO, Thales Groep                                                           |
| Mark J. Carney                   | Verenigd Koninkrijk | Gouverneur, Bank of England                                                               |
| Pablo Casado Blanco              | Spanje              | Voorzitter, Partido Popular                                                               |
| Henri de Castries                | Frankrijk           | Voorzitter, Steering Committee Bilderberg Meetings; Voorzitter Institut Montaigne         |
| Ahmet Ünal Ceviköz               | Turkije             | Parlementslid, Republikeinse Volkspartij (CHP)                                            |
| Jared Cohen                      | Verenigde Staten    | Oprichter en CEO, Jigsaw, Alphabet Inc.                                                   |
| Arnold Croiset van Uchelen       | Nederland           | Partner, Allen & Overy LLP                                                                |
| Matthew Daniels                  | Verenigde Staten    | New space and technology projects, Office of the Secretary of Defense                     |
| Selva Demiralp                   | Turkije             | Professor of Economics, Koç University                                                    |
| Paschal Donohoe                  | Ierland             | Minister van Financiën, Overheidsuitgaven en Hervorming                                   |
| Mathias Döpfner                  | Duitsland           | Voorzitter en CEO, Axel Springer SE                                                       |
| James O. Ellis                   | Verenigde Staten    | Voorzitter, Users’ Advisory Group, National Space Council                                 |
| Stefano Feltri                   | Italië              | Adjunct-hoofdredacteur, Il Fatto Quotidiano                                               |
| Niall Ferguson                   | Verenigde Staten    | Milbank Family Senior Fellow, Hoover Institution, Stanford University                     |
| Lars Findsen                     | Denemarken          | Directeur, Danish Defence Intelligence Service                                            |
| Jeremy Fleming                   | Verenigd Koninkrijk | Directeur, British Government Communications Headquarters                                 |
| Timothy Garton Ash               | Verenigd Koninkrijk | Professor of European Studies, Oxford University                                          |
| Richard J. Gnodde                | Ierland             | CEO, Goldman Sachs International                                                          |
| François Godement                | Frankrijk           | Senior Adviser for Asia, Institut Montaigne                                               |
| Adam M. Grant                    | Verenigde Staten    | Saul P. Steinberg Professor of Management, The Wharton School, University of Pennsylvania |
| Lilli Gruber                     | Italië              | Hoofdredacteur en Anchor "Otto e mezzo", La7 TV                                           |
| Victor Halberstadt               | Nederland           | Voorzitter Foundation Bilderberg Meetings; Professor of Economics, Universiteit Leiden    |
| Edeltraud Hanappi-Egger          | Oostenrijk          | Rector, Wirtschaftsuniversität Wien                                                       |
| Connie Hedegaard                 | Denemarken          | Voorzitter, KR Foundation; Voormalig Eurocommissaris                                      |
| Mary Kay Henry                   | Verenigde Staten    | Internationaal president, Service Employees International Union                           |
| Martina Hirayama                 | Zwitserland         | State Secretary for Education, Research and Innovation                                    |
| Mellody Hobson                   | Verenigde Staten    | President, Ariel Investments LLC                                                          |
| Reid Hoffman                     | Verenigde Staten    | Medeoprichter, LinkedIn; Partner, Greylock Partners                                       |
| André Hoffmann                   | Zwitserland         | Vicevoorzitter, Roche Holding Ltd.                                                        |
| Vernon E. Jordan (jr.)           | Verenigde Staten    | Senior Managing Director, Lazard Frères & Co. LLC                                         |
| Sonja Jost                       | Duitsland           | CEO, DexLeChem                                                                            |
| Sigrid Kaag                      | Nederland           | Minister voor Buitenlandse Handel en Ontwikkelingssamenwerking                            |
| Alex Karp                        | Verenigde Staten    | CEO, Palantir Technologies                                                                |
| Niki K. Kerameus                 | Griekenland         | parlementslid; Partner, Kerameus & Partners                                               |
| Henry A. Kissinger               | Verenigde Staten    | Voorzitter, Kissinger Associates Inc.                                                     |
| Ömer Koç                         | Turkije             | Voorzitter, Koç Holding A.S.                                                              |
| Stephen Kotkin                   | Verenigde Staten    | Professor in History and International Affairs, Princeton University                      |
| Ivan Krastev                     | Bulgarije           | Voorzitter, Centre for Liberal Strategies                                                 |
| Henry R. Kravis                  | Verenigde Staten    | Medevoorzitter and Co-CEO, Kohlberg Kravis Roberts & Co.                                  |
| Marie-Josée Kravis               | Verenigde Staten    | President, American Friends of Bilderberg Inc.; Senior Fellow, Hudson Institute           |
| Ulf Kristersson                  | Zweden              | Partijleider Moderata samlingspartiet                                                     |
| André Kudelski                   | Zwitserland         | Voorzitter en CEO, Kudelski Group                                                         |
| Jared Kushner                    | Verenigde Staten    | Senior Advisor to the President, The White House                                          |
| Bruno Le Maire                   | Frankrijk           | Minister van Financiën                                                                    |
| Ursula von der Leyen             | Duitsland           | Federaal minister van Defensie                                                            |
| Thomas Leysen                    | België              | Voorzitter, KBC Groep en Umicore                                                          |
| Erkki Liikanen                   | Finland             | Voorzitter, IFRS Trustees; Helsinki Graduate School of Economics                          |
| Helge Lund                       | Verenigd Koninkrijk | Voorzitter, BP plc; Chairman, Novo Nordisk AS                                             |
| Ueli Maurer                      | Zwitserland         | bondspresident van Zwitserland en Federaal Minister van Financiën                         |
| Sara Mazur                       | Zweden              | Directeur, Investor AB                                                                    |
| Megan McArdle                    | Verenigde Staten    | Columnist, The Washington Post                                                            |
| Claire McCaskill                 | Verenigde Staten    | Voormalig senator; Analist, NBC News                                                      |
| Fernando Medina                  | Portugal            | Burgemeester van Lissabon                                                                 |
| John Micklethwait                | Verenigde Staten    | Hoofdredacteur, Bloomberg L.P.                                                            |
| Zanny Minton Beddoes             | Verenigd Koninkrijk | Hoofdredacteur, The Economist                                                             |
| Javier Monzón                    | Spanje              | Voorzitter, PRISA                                                                         |
| Craig J. Mundie                  | Verenigde Staten    | President, Mundie & Associates                                                            |
| Satya Nadella                    | Verenigde Staten    | CEO, Microsoft                                                                            |
| Willem-Alexander der Nederlanden | Nederland           | Koning der Nederlanden                                                                    |
| Dominique Nora                   | Frankrijk           | Hoofdredacteur, L'Obs                                                                     |
| Michael O'Leary                  | Ierland             | CEO, Ryanair D.A.C.                                                                       |
| George Pagoulatos                | Griekenland         | Vice-President ELIAMEP, Professor; Athens University of Economics                         |
| Dimitri Papalexopoulos           | Griekenland         | CEO, TITAN Cement Company S.A.                                                            |
| David H. Petraeus                | Verenigde Staten    | Voorzitter, KKR Global Institute                                                          |
| Jolanta Pienkowska               | Polen               | Anchor woman, journalist                                                                  |
| Matthew Pottinger                | Verenigde Staten    | Senior directeur, Nationale Veiligheidsraad                                               |
| Patrick Pouyanné                 | Frankrijk           | Voorzitter en CEO, Total S.A.                                                             |
| Jüri Ratas                       | Estland             | Premier van Estland                                                                       |
| Matteo Renzi                     | Italië              | Voormalig premier; Senator, Senaat van de Republiek                                       |
| Johan Rockström                  | Zweden              | Directeur, Potsdam-Institut für Klimafolgenforschung                                      |
| Robert E. Rubin                  | Verenigde Staten    | Co-Voorzitter Emeritus, Council on Foreign Relations; Voormalig Treasury Secretary        |
| Mark Rutte                       | Nederland           | Premier van Nederland                                                                     |
| Michael Sabia                    | Canada              | President en CEO, Caisse de dépôt et placement du Québec                                  |
| Janis Sarts                      | Letland             | Directeur, NAVO StratCom Centre of Excellence                                             |
| John Sawers                      | Verenigd Koninkrijk | Uitvoerend voorzitter, Newbridge Advisory                                                 |
| Nadia Schadlow                   | Verenigde Staten    | Senior Fellow, Hudson Institute                                                           |
| Eric E. Schmidt                  | Verenigde Staten    | Technical Advisor, Alphabet Inc.                                                          |
| Rudolf Scholten                  | Oostenrijk          | President, Bruno Kreisky Forum for International Dialogue                                 |
| Silvija Seres                    | Noorwegen           | Onafhankelijke investeerder                                                               |
| Minouche Shafik                  | Verenigd Koninkrijk | Directeur, The London School of Economics and Political Science                           |
| Radosław Sikorski                | Polen               | Parlementslid, Europees Parlement                                                         |
| Peter Warren Singer              | Verenigde Staten    | Strateeg, New America                                                                     |
| Metin Sitti                      | Turkije             | Professor, Koç University; Director, Max Planck Institute for Intelligent Systems         |
| Timothy Snyder                   | Verenigde Staten    | Richard C. Levin Professor of History, Yale University                                    |
| Bård Vegar Solhjell              | Noorwegen           | CEO, World Wide Fund for Nature - Noorwegen                                               |
| Jens Stoltenberg                 | Noorwegen           | Secretaris-generaal van de NAVO                                                           |
| Mustafa Suleyman                 | Verenigd Koninkrijk | Co-oprichter, DeepMind                                                                    |
| Pietro Supino                    | Zwitserland         | Uitgever en voorzitter, Tamedia Groep                                                     |
| Linda Teuteberg                  | Duitsland           | Secretaris-generaal, Freie Demokratische Partei                                           |
| Tidjane Thiam                    | Zwitserland         | CEO, Credit Suisse Group AG                                                               |
| Peter Thiel                      | Verenigde Staten    | President, Thiel Capital                                                                  |
| Rafal Trzaskowski                | Polen               | Burgemeester van Warschau                                                                 |
| Mark Tucker                      | Verenigd Koninkrijk | Group Voorzitter, HSBC Holding plc                                                        |
| Tom Tugendhat                    | Verenigd Koninkrijk | Parlementslid, Conservative Party                                                         |
| Matthew Turpin                   | Verenigde Staten    | Directeur voor China, National Security Council                                           |
| Jessica Uhl                      | Nederland           | CFO en Uitvoerend Directeur, Royal Dutch Shell plc                                        |
| Ulrik Vestergaard Knudsen        | Denemarken          | Deputy Secretary-General, OECD                                                            |
| Darren Walker                    | Verenigde Staten    | President, Ford Foundation                                                                |
| Marcus Wallenberg                | Zweden              | Voorzitter, Skandinaviska Enskilda Banken AB                                              |
| Martin H. Wolf                   | Verenigd Koninkrijk | Chief Economics Commentator, Financial Times                                              |
| Gerhard Zeiler                   | Oostenrijk          | Chief Revenue Officer, WarnerMedia                                                        |
| Dieter Zetsche                   | Duitsland           | Former Chairman, Daimler AG                                                               |